# Sven Davidson
Sven Viktor Davidson (13. juli 1928 i Borås – 28. maj 2008 i Californien, USA) var en svensk tennisspiller.
Davidson var i 1950'erne blandt verdens ti bedste amatørspillere, og som bedst var han nummer tre (1957) på ranglisten. Han blev den første svenske vinder af en Grand Slam-titel i single, da han i finalen i French Open i 1957 besejrede amerikaneren Herbert Flam med 6–3, 6–4, 6–4.
Han har også vundet en Grand Slam-turnering i herredouble. Sammen med landsmanden Ulf Schmidt vandt han Wimbledon-finalen i 1958 over Ashley Cooper/Neale Fraser fra Australien med 6–4, 6–4, 8–6. 
I løbet af tenniskarrieren vandt han 26 svenske mesterskaber og han spillede 86 Davis Cup-kampe for Sverige, hvoraf han vandt 62.

## Grand Slam-titler
- French Open:
  - Herresingle – 1957 (han besejrede Herbert Flam med 6-3, 6-4, 6-4 i finalen)
- Wimbledon:
  - Herredouble – 1958 (sammen med Ulf Schmidt)